# Pawnee Rock (Kansas)
Pawnee Rock é uma cidade localizada no estado americano de Kansas, no Condado de Barton.

## Demografia
Segundo o censo americano de 2000, a sua população era de 356 habitantes.
Em 2006, foi estimada uma população de 326, um decréscimo de 30 (-8.4%).

## Geografia
De acordo com o United States Census Bureau tem uma área de
0,7 km², dos quais 0,7 km² cobertos por terra e 0,0 km² cobertos por água. Pawnee Rock localiza-se a aproximadamente 594 m acima do nível do mar.

## Localidades na vizinhança
O diagrama seguinte representa as localidades num raio de 24 km ao redor de Pawnee Rock.